# Mtools
GNU Mtools est une collection d'outils permettant la manipulation de fichiers MS-DOS à partir d'un système d'exploitation compatible Unix. L'accès au système de fichier  MS-DOS est autorisé en lecture et/ou écriture, typiquement sur une image disque ou une disquette et permet d'autres opérations courantes comme la copie.
C'est un logiciel libre maintenu pour le projet GNU par David Niemi et Alain Knaff.

## Exemple
L'exemple suivant fait référence à l'usage des Mtools sur des images disquette, lesquelles s'avèrent utiles pour les machines virtuelles comme QEMU ou VirtualBox.
Copier un fichier vers une image disquette:
```
 $ mcopy -i Disk.img file_source ::file_target
```

Copier un fichier d'une image disquette vers le répertoire courant:
```
 $ mcopy -i Disk.img ::file_source file_target
```

Supprimer tous les fichiers de l'image disque:
```
 $ mdel -i Disk.img ::*.*
```

Le caractère « deux points » (:) a une signification particulière. Il est utilisé pour acceder aux fichiers de l'image, laquelle est directement spécifiée en ligne de commande avec l'option -i.